# Наджабат Алі-хан
Наджабад Алі-хан (1750 — 10 березня 1770) — фактично останній наваб Бенгалії, Біхару й Орісси від 1766 до 1770 року. Був третім сином Мір Джафара. За часів його правління Бенгалія була завойована Британською Ост-Індійською компанією, що спричинило страшний голод, який забрав життя, за різними оцінками, від 7 до 10 мільйонів бенгальців.